# Philip E. High
Philip Empson High (Biggleswade, (Bedfordshire, Egyesült Királyság), 1914. április 28. – Canterbury Kent, 2006. augusztus 9.) angol sci-fi-szerző.

## Munkássága
Több mint 50 év alatt 14 regényt és számtalan rövid történetet írt. Első elbeszélését, a The Static-ot 1955-ben közölte le az Authentic Science Fiction magazin. Első regénye 1965-ben jelent meg The Prodigal Sun címmel.

## Fordítás
- Ez a szócikk részben vagy egészben  a   Philip. E. High című angol Wikipédia-szócikk fordításán alapul.  Az eredeti cikk szerkesztőit annak laptörténete sorolja fel. Ez a jelzés csupán a megfogalmazás eredetét és a szerzői jogokat jelzi, nem szolgál a cikkben szereplő információk forrásmegjelöléseként.